# Panki
Panki é uma aldeia localizada no condado de Kłobuck, voivodia de Silésia, no sul da Polônia. É a sede do distrito administrativo de Panki. A aldeia tem uma população de 1 773 habitantes.